# Nguyễn Mai Hiền
Nguyễn Mai Hiền  là một nam đạo diễn, quay phim người Việt Nam. Anh được biết đến là người làm nên thành công cho các bộ phim như Sát thủ Online, Sinh tử, Hồ sơ cá sấu, Phố trong làng. Anh từng đạt giải thưởng quay phim xuất sắc nhất tại Liên hoan Phim Việt Nam lần thứ 18 cho bộ phim Người cộng sự và được Nhà nước phong tặng danh hiệu Nghệ sĩ Ưu tú.

## Danh sách tác phẩm

### Với vai trò đạo diễn
| Năm  | Tên phim               | Ghi chú | Tập | Kênh | Nguồn |
| ---- | ---------------------- | --- | --- | ---- | ----- |
| 2010 | Để gió cuốn đi         | Do VTC và Khải Hưng Film đồng sản xuất | 26  | VTC  |       |
| 2013 | Sát thủ Online         | Chuyển thể từ tiểu thuyết cùng tên của nhà văn Nguyện Xuân Thủy, tác phẩm đầu tay trên màn ảnh VFC                                                                              | 24  | VTV3 | [ 3 ] |
| 2017 | Người phán xử          | Chuyển thể từ bộ phim cùng tên của Israel, đồng đạo diễn với Nguyễn Khải Anh trong 25 tập đầu tiên.                                                                             | 47  | VTV3 | [ 4 ] |
| 2018 | Tình khúc bạch dương   | Chuyển thể từ tiểu thuyết "Tình khúc Lavanda" của nhóm FBKN, đồng đạo diễn với NSƯT Vũ Trường Khoa và Nguyễn Đức Hiếu.                                                          | 36  | VTV1 |       |
| 2019 | Sinh tử                | Tên cũ là Cơn mưa đầu mùa. Phim phối hợp với Viện Kiểm sát nhân dân tối cao, đảm nhận đạo diễn chính trong một nửa thời gian còn lại của phim, đồng đạo diễn với NSND Khải Hưng | 80  | VTV1 | [ 5 ] |
| 2020 | Hồ sơ cá sấu           | Tên cũ là Không lối thoát. Thuộc loạt phim Cảnh sát hình sự | 38  | VTV3 |       |
| 2021 | Phố trong làng         | Phim phối hợp với Bộ Công an. | 58  | VTV1 |       |
| 2022 | Hành trình công lý     | Tên cũ là Người vợ tốt. Chuyển thể từ bộ phim The Good Wife của Đài Truyền hình CBS của Mỹ (2009-2016).                                                                         | 45  | VTV3 |       |
| 2023 | Làng trong phố         | Tức Phố trong làng (phần 2) | 30  | VTV1 |       |
| 2024 | Những nẻo đường gần xa | Tên cũ là Chân tay xanh lè. |     | VTV1 |       |
| 2025 | Lằn ranh               | |     | VTV1 |       |

### Với vai trò quay phim
| Năm  | Tên phim               | Ghi chú | Tập                       | Kênh | Nguồn |
| ---- | ---------------------- | --- | ------------------------- | ---- | ----- |
| 2013 | Người cộng sự          | Phim hợp tác giữa Việt Nam và Nhật Bản, phát sóng vào dịp kỷ niệm 40 năm thiết lập quan hệ ngoại giao Việt Nam - Nhật Bản (21/9/1973 - 21/9/2013) | Phim điện ảnh truyền hình | VTV1 |       |
| 2015 | Hôn nhân trong ngõ hẹp | Sau 7 năm hạnh phúc là tên cũ. | 30                        | VTV3 |       |

## Giải thưởng
| Năm  | Lễ trao giải                       | Tác phẩm      | Hạng mục           | Kết quả   | Nguồn       |
| ---- | ---------------------------------- | ------------- | ------------------ | --------- | ----------- |
| 2013 | Liên hoan phim Việt Nam lần thứ 18 | Người cộng sự | Quay phim xuất sắc | Đoạt giải |             |
| 2021 | Giải Cánh diều                     | Hồ sơ cá sấu  | Đạo diễn xuất sắc  | Đoạt giải | [ 6 ] [ 7 ] |

## Vinh danh
- Nghệ sĩ ưu tú